# Thomas Domingo
Thomas Domingo (nacido el 20 de agosto de 1985 en Tulle) es un jugador profesional de rugby francés. Su posición es la de pilar. Debutó con la selección nacional francesa el 27 de febrero de 2009 en un partido contra Gales en el Stade de France en el Torneo de las Seis Naciones 2009.
Con su club, ASM Clermont Auvergne, llegó cuatro veces seguidas a la final del Top 14, obteniendo el título la última de ellas, en 2010. 
Su pequeña estatura (1,73 m) y soberbia técnica, hacen de él uno de los más temidos pilares en el mundo del rugby.
En 2011 Domingo fue uno de los pocos franceses que destacaron en el Torneo de las Seis Naciones 2011. No estuvo en la Copa Mundial de Rugby 2011 celebrada en Nueva Zelanda.
Ha participado y destacado en el Torneo de las Seis Naciones 2013, siendo uno de los pocos jugadores destacados de su equipo en una actuación de Francia, en líneas generales, muy pobre. Hay quien ha considerado que es uno de los pocos jugadores buenos en el peor equipo francés en quince años. Fantástico en la melée y también en la touch. Rara vez decepciona a su equipo y es uno de los jugadores más fiables. Su último partido ha sido el de 16 de marzo de 2013 contra Escocia en el Stade de France.